# كهريز قلعة درسي
كهريز قلعة درسي هي قرية في مقاطعة ماكو، إيران. يقدر عدد سكانها بـ 136 نسمة بحسب إحصاء 2016.